# Diversidad sexual en Eslovaquia
Las personas del colectivo LGBT+ en Eslovaquia se enfrentan a ciertos desafíos legales y sociales no experimentados por otros residentes. Las relaciones sexuales consensuales entre personas del mismo sexo fueron despenalizadas en 1962. Sin embargo, la diversidad sexual aún es un tema tabú en la sociedad eslovaca, la cual es mayormente conservadora y, a pesar de los avances en materia de protección legal contra la discriminación por motivos de orientación sexual e identidad de género en áreas como en el acceso al empleo, la educación, los servicios de salud, entre otros, las personas LGBT+ aún sufren discriminación, persecución y violencia.

## Legislación y derechos

### Despenalización de la homosexualidad
Las relaciones sexuales consensuales entre personas del mismo sexo fueron despenalizadas en 1962,  cuando Eslovaquia aún formaba parte de Checoslovaquia, la despenalización se produjo luego de que las investigaciones del sexólogo Kurt Freund, determinaran que la orientación sexual de una persona no se puede cambiar o modificar bajo una terapia de reorientación sexual. Tras la disolución de Checoslovaquia en 1993, no se introdujo ningún tipo de legislación en Eslovaquia la cual tuviera por objetivo volver a criminalizar las relaciones sexuales consensuales entre personas del mismo sexo en el país. La edad de consentimiento sexual en Eslovaquia es de 15 años, la cual fue igualada a la heterosexual en 1990.

### Reconocimiento de las parejas del mismo sexo
No existe ningún tipo de reconocimiento hacia las parejas conformadas por personas del mismo sexo en forma de matrimonio o de unión civil en Eslovaquia, por ende, el estado eslovaco no reconoce a la familia homoparental. En Eslovaquia está prohibido constitucionalmente el matrimonio entre personas del mismo sexo desde 2014, y es improbable que se modifique la constitución en los próximos años para que así se pueda aprobar un proyecto de ley el cual pueda permitir que las parejas del mismo sexo tengan el mismo derecho que las parejas heterosexuales a acceder a las uniones civiles o al matrimonio.
Se han producido tres intentos de regular las uniones civiles en Eslovaquia, en los años 1997, 2000 y 2012, ninguno de los 3 intentos ha prosperado al interior del Parlamento unicameral eslovaco.

### Leyes y medidas antidiscriminación

#### Protección laboral
Desde el año 2008, el estado de Eslovaquia cuenta con medidas legales las cuales prohíben la discriminación por motivos de orientación sexual e identidad de género en el ámbito laboral.
Ley de igualdad de trato en determinadas esferas y de protección contra la discriminación: El artículo 1, apartado 2(1) de la Ley de igualdad de trato en determinadas esferas y de protección contra la discriminación (emitida en 2004), modificada por la Ley No.85 (emitida en 2008), prohíbe la discriminación por motivos de la orientación sexual e identidad de género en el ámbito laboral. El artículo I, apartado 6, prohíbe la discriminación en las relaciones laborales. El artículo III modifica la sección 13 del Código del Trabajo para reforzar aún más la prohibición de la discriminación en el empleo.
La Ley de igualdad de trato en determinadas esferas y de protección contra la discriminación expresa lo siguiente:

Principio de igualdad de trato en el empleo y relaciones jurídicas análogas.
(1) De conformidad con el principio de igualdad de trato, se prohíbe la discriminación de personas por los motivos mencionados en el artículo 2, párrafo 1.
(2) El principio de igualdad de trato de conformidad con el párrafo 1 se aplicará únicamente en relación con los derechos de las personas establecidos por leyes especiales, especialmente en las siguientes áreas:
a) Acceso al empleo, ocupación, otra actividad o función lucrativa (en lo sucesivo, "empleo"), incluidos los requisitos para la contratación y las condiciones y el método de selección;
b) El desempeño del empleo y las condiciones de empleo, incluida la remuneración, la promoción profesional y el despido;
c) El acceso a la formación profesional, la formación profesional continua y la participación en programas activos del mercado laboral, incluido el acceso a la orientación sobre la selección de empleo y el cambio de trabajo (en lo sucesivo, "formación profesional"); o
d) Afiliación y participación en organizaciones de empleados, organizaciones de empleadores y organizaciones de personas de ciertas profesiones, incluida la provisión de beneficios que esas organizaciones otorgan a sus miembros.

#### Protección amplia
Desde el año 2008, el estado de Eslovaquia cuenta con medidas legales las cuales prohíben la discriminación por motivos de orientación sexual e identidad de género de forma amplia (acceso a la educación, los servicios de salud, etc).
Ley de igualdad de trato en determinadas esferas y de protección contra la discriminación: El artículo 2.1 de la Ley de Igualdad de Trato en Determinadas Esferas y de Protección contra la Discriminación (modificada por la Ley No.85 de 2008) prohíbe la discriminación por motivos de orientación sexual e identidad de género. El artículo 3.1 determina que la ley se aplica a todos en el ámbito del empleo y las relaciones jurídicas similares, los servicios de salud, los bienes y servicios, el acceso a la educación, entre otros.
La Ley de igualdad de trato en determinadas esferas y de protección contra la discriminación expresa lo siguiente:

Principio de igualdad de trato en la seguridad social, la atención de la salud, la provisión de bienes y servicios y en la educación.
(1) De conformidad con el principio de igualdad de trato, se prohíbe la discriminación de personas por los motivos mencionados en el artículo 2, párrafo 1.
(2) El principio de igualdad de trato de conformidad con el párrafo 1 se aplicará solo en relación con los derechos de las personas establecidos por leyes especiales, especialmente en las siguientes las siguientes áreas:
a) Asistencia social, seguro social, ahorro para la pensión de vejez, ahorro para la pensión complementaria, apoyo social estatal y prestaciones sociales;
b) Asistencia sanitaria;
c) Educación; y
d) Los bienes y servicios, incluida la vivienda, que sean prestados al público por personas jurídicas y personas físicas-empresarios.

### Leyes sobre crímenes de odio e incitación al odio
Crímenes de odio
El apartado (m) del artículo 140 del Código Penal (vigente desde 2005) se modificó en 2013 para incluir la comisión de un delito por motivos de orientación sexual como factor agravante. Esta medida legal es limitada, ya que solo se tipifican los crímenes de odio que estén motivados por la orientación sexual, excluyendo los crímenes de odio motivados por la identidad y expresión de género.
El apartado m) del artículo 140 del Código Penal expresa lo siguiente:

Articulo 140.- Un motivo especial.
Un motivo especial para cometer un delito son los siguientes:
m) Por odio contra un grupo de personas o individuos por su afiliación real o supuesta con cualquier raza, nación, nacionalidad, grupo étnico, por su origen real o supuesto, color, orientación sexual, opinión política o religión.
Código Penal de Eslovaquia

Incitación al odio
La Ley No.316/2016 (vigente desde 2017) modificó el párrafo 1 del artículo 424 del Código Penal de 2005, para añadir la orientación sexual, real o supuesta, entre los motivos protegidos contra la incitación a la violencia, el odio y las restricciones de los derechos y las libertades. Estas medidas legales son limitadas, ya que solo se tipifica la incitación al odio que este motivada por la orientación sexual, excluyendo la incitación al odio que este motivada por la identidad y expresión de género.
El párrafo 1 del artículo 424 del Código Penal expresa lo siguiente:

Articulo 424.
Quien incite públicamente a la violencia o al odio contra un grupo de personas o individuos por su afiliación real o supuesta a cualquier raza, nación, nacionalidad, grupo étnico, por su origen, color, orientación sexual, creencias políticas, religión, verdaderos o percibidos, o por que no sean religiosos o que inciten públicamente a coartar sus derechos y libertades, será reprimido con pena privativa de libertad de hasta tres años».
Código Penal de Eslovaquia

## Condiciones sociales

### Sociedad
La mayor parte de empresas dirigidas al sector LGBT se sitúan en la capital, Bratislava. Otras ciudades con oferta turística y de ocio enfocados a la comunidad LGBT son Košice, Banská Bystrica, Vrútky y Trenčín. Las asociaciones reivindicativas de los derechos LGBT más importantes son Iniciatíva Inakosť y Ganymedes.
La opinión pública ha evolucionado notablemente, desde una postura reacia a los derechos LGBT a una mayor aceptación. Así la encuesta del eurobarómetro realizada en 2006 sobre el matrimonio entre personas del mismo sexo revelaba un apoyo a éste del 19%, mientras que en 2008 este respaldo se situaba en el 30-42%. Si hablamos de la unión civil o derechos en concreto para parejas homosexuales la aceptación supera el 50%.

### Disturbios en el Primer Orgullo Gay
El 22 de mayo de 2010 se llevó a cabo en Bratislava la primera manifestación del Orgullo Gay en el país. A pesar de que la policía custodió la realización del evento, militantes de extrema derecha atacaron a los participantes de la marcha con huevos y piedras. Al menos 8 personas –entre ellos miembros del movimiento nacionalista Slovenska Pospolitost- fueron arrestadas por los incidentes.